# Головин, Павел Степанович
Па́вел Степа́нович Голови́н (10 (22) января 1864, Оренбургская губерния, Российская империя — после 1919) — полковник, командующий 1-й пластунской дивизией Оренбургского казачьего войска (1919), был награждён Георгиевским оружием (1916).

## Биография
Павел Головин родился 10 (22) января 1864 года в станице Оренбургская первого военного отдела Оренбургского казачьего войска в семье казаков.
Окончил Оренбургскую военную прогимназию (гимназию), после чего поступил в Оренбургское казачье юнкерское училище, из которого он выпустился по второму разряду.
1 июня 1880 года Головин приступил к воинской службе в Русской императорской армии. Он получил чин хорунжего в конце января 1884 года, стал сотником в конце декабря 1888 (со старшинством почти на год ранее). Павел Головин дослужился до звания подъесаула в июле 1898 года — командовал казачьей сотней (2 года и 20 дней) — после чего стал есаулом (с 1900) и войсковым старшиной (с 1908). Свой последний, до падения Российской империи, полковничий чин он получил уже во время Первой мировой войны, в 1916 году.
С 1893 по 1894 год служил в Оренбургском 6-м Казачьем полку; на 1898 год он был приписан к в Оренбургскому 5-му Казачьему полку. В 1901 году он был в распоряжении войскового начальства с зачислением по спискам в 6-й полк. На январь 1908 Головин проходил службу снова в 5-м полку. Затем, к 1908 году Павел Степанович состоял в распоряжении начальства родного для него первого военного отдела Оренбургского казачьего войска. По состоянию на 1910 и 1914 годы он повторно служил в 6-м полку.
В период Великой войны являлся командиром Оренбургского 9-го казачьего полка — занимал эту должность до 20 сентября 1915 года. С 6 октября он принял командование над Оренбургским 3-м казачьим полком. С июля 1915 года он командовал Уфимско-Самарским 3-м полком (как минимум до августа 1916). В 1916 году был награждён золотым Георгиевским оружием «за то, что получив приказание поддержать гусар Ахтырского 12-го полка, брошенных в критический момент боя 28 мая 1916 года у села Борятин в конную атаку для выручки потесненных превосходящими силами врага [австро-венгров] спешенных частей 12-й кавалерийской дивизии, лично под ружейным и пулеметным огнем повёл [казачьи] сотни полка в стремительную атаку, лихо налетел и опрокинул австрийские силы не менее батальона и очистил все поле севернее Борятина от неприятеля, обращенного в бегство».
Уже после Февральской революции, в конце марта 1917 года Павел Головин был назначен командиром второй бригады Оренбургской 2-й казачьей дивизии. В 1918 году находился в станице Красногорская (1918): состоял в комплекте конных полков Оренбургского войска. В разгар Гражданской войны, 3 января 1919 года стал командующим 1-й пластунской дивизии.

## Награды
- Орден Святого Станислава 3 степени (1902)[3]
- Орден Святого Станислава 2 степени (1914)[3]
- Орден Святой Анны 2 степени с мечами (1915)[1]
- Золотое Георгиевское оружие (1916)[3][4]
- Высочайшее благоволение (1914)[3]

## Семья
Был женат на Наталье Ивановне Головиной, уроженки Оренбургской губернии. В семье было пятеро детей: Екатерина (род. 1893), Николай (род. 1900), Антонина (род. 1901), Степанида (род. 1903) и Нина (род. 1905).